# 국립해양생물자원관
국립해양생물자원관(國立海洋生物資源館, National Marine Biodiversity Institute of Korea)은 해양생물자원 보전과 해양바이오산업 발전을 위해 설립된 해양수산부 산하 기타공공기관이다. 충청남도 서천군 장항읍 장산로101번길 75에 있다.

## 개요
이 기관은 대한민국 법률 '해양생태계의 보전 및 관리에 관한 법률 제40조'를 통해 해양생태계의 보존과 관리를 위한 자원관을 운영할 수 있는 근거로 존재한다.
본래 해양수산부는 신청받은 지역 중 경쟁을 통해 선정할 계획이었다.
그러나 대한민국 정부는 1989년 계획되었다가 겟벌 매립에 따른 환경문제 등으로 18년 동안 지연·무산된 장항국가산업단지 조성 계획의 대안으로 서천군청과 협의하면서 계획이 바뀌게된다. 정부는 서천군청에게 해당 기관을 포함해 국립생태원, 장항국가생태산업단지, 지역 기반시설 구축 등 1조 800억원 규모를 제시하였고 2007년 6월 공동협약으로 사업을 결정하게 된다.
총 사업비 1,383억 원이 투입되었다. 대지면적 325,000m2에 건축면적 32,000m2의 건물 3개 동으로 2008년 1월 착공하여 2013년 12월 준공하였다. 2015년 4월 20일 기관 운영을 시작하였다. 기반시설로 연구행정동, 전시동, 교육동을 갖추고 있다. 대한민국의 첫 해양생물자원 조사, 연구, 전시, 교육을 위한 기반 시설로, 해양생물자원을 종합적으로 관리하는 것을 목표로 하고있다.

## 주요 업무
- 해양생태계 보전
- 복원, 증식, 수집
- 해양동물 구조 및 구제
- 외래종, LMOs 대응조치

## 조직

### 국립해양생물자원관장
- 감사부

#### 경영전시본부
- 경영기획실
  - 전략기획부
  - 연구관리평가부
- 경영관리실
  - 경영지원부
  - 자산관리부
- 전시교육실
  - 전시사업부
  - 교육문화부
  - 대외협력부
- 국가해양생명자원센터
  - 해양생명자원관리부
  - 해양생명정보부
- 해양생물기반연구본부
  - 분류연구실
  - 생태보전연구실
- 해양바이오연구본부
  - 유전자원연구실
  - 응용연구실